# Ylodes kawraiskii
Ylodes kawraiskii – gatunek owada z rzędu chruścików i rodziny Leptoceridae. Larwy prowadzą wodny tryb życia, budują przenośne domki ze spiralnie ułożonych fragmentów detrytusu.
Gatunek euroazjatycki o występowaniu południowoeuropejskim, larwy zasiedlają rzeki i strumienie. Limneksen.